# 粗壯擬庸鰈
粗壯擬庸鰈為輻鰭魚綱鰈形目鰈亞目鰈科的其中一種，為溫帶海水魚，分布於北太平洋區，從日本海、鄂霍次克海至阿拉斯加、加拿大海域，棲息深度0-425公尺，體長可達30公分，棲息在底層水域，生活習性不明。

## 扩展阅读
維基物種上的相關：粗壯擬庸鰈